# NBA Street Showdown
NBA Street Showdown — баскетбольна відеогра для портативної консолі PlayStation Portable. Випущена в 2005 році, вона стала четвертою грою в серії NBA Street і першою, випущеною для портативної приставки. Гра в першу чергу особлива міні-іграми при здійсненні кидка і аркадними сутичками.